# دارشکنک اخراگون
دارشکنک اخراگون (نام علمی: Picumnus limae) نام یک گونه از سرده دارشکنک‌ها است.